# 澳門巴士19路線
澳門巴士19路線是由澳巴經營，往返永寧廣場和新馬路的巴士路線。

## 簡介及歷史
- 1989年，本線開設。

- 1995年，祐漢總站遷至順景廣場。

- 2016年11月5日，因重整祐漢區巴士站點分佈及路線行程，取消停靠「翡翠廣場」、「祐漢公園」、「看台街／中銀」、「永寧廣場」站，新增停靠「中心街」站。[1]

- 2016年12月10日，「順景廣場總站」改名為「永寧廣場總站」。[2]

- 2017年4月9日，取消停靠「望廈體育館」、「祐漢第二街」站，新增停靠新設的「長壽大馬路／勝意樓」站。[3]

- 2017年7月29日，調整“永寧廣場總站”的落客位置至馬場北大馬路近灣景園路段，並取消停靠“馬場東大馬路”站。[4]

- 2019年4月6日，為配合“內港北雨水泵站箱涵渠建造工程”，暫不停靠“十六浦”站。

- 2019年8月31日起，因“內港北雨水泵站箱涵渠建造工程”已完工，本線恢復原線停靠。

- 2021年8月3日下午至8月4日凌晨，因應政府啟動分區分級精準防控機制而實施封路措施，本線取消停靠“沙欄仔”、“白鴿巢前地” 、“連勝／鏡湖醫院”、“連勝馬路”、“連勝馬路／高士德”，並改停靠“沙梨頭街市”、“沙梨頭海邊街”、“提督／紅街市”、“高士德／連勝”。

- 2021年10月16日起，為配合望廈總站啟用，取消停靠“黑沙環第五街”站，新增停靠“俾利喇／望德樓”站。[5]

- 2022年5月28日起，本線逐步改用中巴行駛，新增停靠「聖心學校」站，取消停靠「俾利喇／高士德」站。[6]

- 2022年6月27日至8月5日，因應沙欄仔街有新建大廈須接駁街渠及水、電、電訊及交通管線等管道，暫不停靠“沙欄仔”、“白鴿巢前地”、「連勝／鏡湖醫院」、「連勝馬路」、「連勝馬路／高士德」，並改停靠「十六浦」、“沙梨頭街市”、“沙梨頭海邊街”、“提督／紅街市”、連勝馬路同發大廈前臨時站。[7]

- 2022年6月24日01:00至29日，因應翡翠廣場實施封控措施，「中心街」站暫停使用。[8]

- 2022年7月11日至17日，本線改以特別巴士專線方式營運，僅供特許人士乘搭。同時臨時停靠「粵通碼頭」、「內港客運碼頭」、「新馬路／大豐」、「南灣大馬路／時代」、「水坑尾／高可寧大宅」、「高美士中葡中學」、「社會工作局」、「鏡湖醫院」、連勝馬路同發大廈臨時站，暫不停靠「十六浦」、「沙欄仔」、「白鴿巢前地」、「連勝／鏡湖醫院」站。[9][10][11]

- 2022年7月18日至22日，因宣佈延長“相對靜止管理”措施，維持上述措施。[12]

- 2022年7月23日，本線恢復沙欄仔街工程期間改道行駛之臨時安排。[13][14][15]

- 2023年7月3日起，為理順和明確巴士站名稱，“新馬路／永亨”站改名為“新馬路／華僑”。[16]

## 使用車輛
- 本線開辦初期，主要採用日產Civilian。隨著日產小巴年事已高需要被淘汰，本線改為採用日野Liesse。

2011年8月1日起：
- 五洲龍FDG6751G

2022年2月28日起：
- 中通LCK6759SHEVG
- 五洲龍FDG6751G

2022年5月28日起：
- 五洲龍FDG6751G
- 中通LCK6759SHEVG
- 中通LCK6980SHEVG

2022年6月25日起：
- 中通LCK6980SHEVG
- 五洲龍FDG6751G

2022年6月28日起：
- 中通LCK6980SHEVG

## 電牌
| 往祐漢方向       | 往祐漢方向 | 往祐漢方向 |
| 日期             | 頭牌       | 圖例       |
| ---------------- | ---------- | ---------- |
| 2016年12月10日前 | 順景廣場   |            |
| 2016年12月10日起 | 永寧廣場   |            |
| 往中區方向       |            |            |
| 開線至今         | 新馬路     |            |
| 2023年2月4、5日  | 十六浦     |            |

## 路線資料

### 收費
| 收費類別     | 收費類別                      | 收費類別             | 費用 |
| ------------ | ----------------------------- | -------------------- | ---- |
| 現金         | 現金                          | 現金                 | $6.0 |
| 境外支付工具 | 支付寶（內地及香港）          | 支付寶（內地及香港） | $6.0 |
| 境外支付工具 | 雲閃付 非綁定澳門銀聯卡       |                      | $6.0 |
| 境外支付工具 | 微信支付（內地及香港）        |                      | $6.0 |
| 境外支付工具 | 交通聯合 非澳門發行的全國通卡 |                      | $6.0 |
| 境內支付工具 | 澳門通                        | 全民卡               | $3.0 |
| 境內支付工具 | 澳門通                        | 學生卡               | $1.5 |
| 境內支付工具 | 澳門通                        | 長者卡               | 免費 |
| 境內支付工具 | 澳門通                        | 殘疾卡               | 免費 |
| 境內支付工具 | 聚易用＋                      | 聚易用＋             | $3.0 |

### 服務時間及班距
| 服務時間                     | 服務時間     | 星期一至六  | 星期日 （含公眾假期） |
| ---------------------------- | ------------ | ----------- | --------------------- |
| 永寧廣場總站                 | 永寧廣場總站 | 06:15-00:00 | 06:15-00:00           |
| 班距                         | 尖峰         | 5-10分鐘    | 8-12分鐘              |
| 班距                         | 離峰         | 8-12分鐘    | 8-12分鐘              |
| 懸掛8號風球後1小時開出尾班車 |              |             |                       |

### 路線停站
| 19   | 永寧廣場 ↺ 新馬路 | 永寧廣場 ↺ 新馬路             |
| 序號 | 循環線            | 循環線                        |
| 序號 | 站號              | 站名                          |
| 1    | M214              | 永寧廣場總站                  |
| 2    | M220/2            | 祐漢街市                      |
| 3    | M224              | 永康街／麗華                  |
| 4    | M33               | 俾利喇／望德樓                |
| 4    | M30               | 黑沙環第五街 （賽車期間停靠） |
| 5    | M38               | 望賢樓                        |
| 6    | M103              | 聖方濟各老人院                |
| 7    | M90               | 雅廉花園                      |
| 8    | M61/2             | 二龍喉公園                    |
| 9    | M73/2             | 得勝花園                      |
| 10   | M152              | 塔石廣場                      |
| 11   | M146              | 水坑尾／方圓廣場              |
| 12   | M173/2            | 約翰四世大馬路                |
| 13   | M134              | 新馬路／華僑                  |
| 14   | M132/2            | 十六浦                        |
| 15   | M200              | 沙欄仔                        |
| 16   | M201              | 白鴿巢前地                    |
| 17   | M121              | 連勝／鏡湖醫院                |
| 18   | M87               | 連勝馬路                      |
| 19   | M96               | 連勝馬路／高士德              |
| 20   | M107              | 聖心學校                      |
| 21   | M39               | 澳廣視                        |
| 22   | M28/1             | 黑沙環馬路                    |
| 23   | M227              | 長壽大馬路／勝意樓            |
| 24   | M244              | 中心街                        |
| 25   | M214/1            | 永寧廣場總站                  |

## 爭議

### 與18A路線合併爭議
- 2021年2月15日，交通事務局局長林衍新致電澳門電台中文頻道的晨間時事及烽煙節目澳門講場向聽眾拜年，在來電中表示計劃該路線與18A路線進行重組合併以改用提升運載力的巴士車型行走。但該消息傳出後引起市民表示強烈不滿和激烈反彈，在網上社交媒體上大多數網民反對重組兩條巴士路線，至於重組計劃的方式仍待當局公佈。[17]

- 2021年2月18日，交通咨詢委員會副主席黃承發接受本地報章專訪時表示，兩條巴士路線合併的好處在於將小巴轉用大巴，提升運載力，從而減少路面車輛，使路面的運載壓力減少。同時使用大一點的巴士能讓乘客更容易上車以及增添乘坐舒適度，認為是一件好事。他又認為，18A和19號線路合併是一個試點，未來交通局或交諮委應增加探討，如何重整某些巴士路線，減低路面負載壓力。有市民表示18A路線以小巴車型行走在部分時段非常擁擠。而相關巴士路線部分路段近期進行施工，增加巴士擁擠情況，相信若轉用大巴能改善有關問題，增加運載量。該市民指出18A有某些站點會有較多乘客上車，特別是上班上學高峰時段，車廂擁擠尤為嚴重，導致巴士車廂空氣比較「 焗 」，認為轉用大巴能提高舒適感及增加車廂空氣流動。該市民又稱，現在18A路線班次和用車較密，擔憂若日後合併車次會減少。對於該兩條路線計劃合併一事，交通咨詢委員會副主席黃承發表示兩條巴士路線合併後巴士公司理應增加更多班次，讓乘客候車時間縮短，降低巴士擁擠度。如市民發現相關巴士路線合併後，衍生出各種問題，可向交通局、交通諮詢委員會以及巴士公司反映意見。[18]
- 2021年2月24日，交通管理廳廳長曾祥軒表示，交通事務局正考慮把18A和19路線合併，現時這2條路線每日共配置22輛巴士行駛，日均載客量均為7,000-7,500人次，2條路線在中段有7成站點重疊，他稱據以往經驗，在路線合併後再轉為以較大車型巴士營運後，乘客量增加之餘車輛使用數目亦下降，乘客可更容易上車及改善交通狀況，當局現正研究市民在各站點拍卡數據，詳情會適時公布。[19]
- 然而，最終該合併方案沒有成事，改為由18A路線調整路線行程及轉用中巴所取代。本線亦於2022年5月28日起部分班次轉用中巴及調整行程。

### 轉用中巴後的爭議
- 自從本線逐步轉用中巴後，本線取消行經俾利喇街，改行美副將大馬路左轉。然而因美副將大馬路早前改為三線行車而導致行車線變窄，使中巴需要「偷位」，甚至使用中線轉左，該情況容易發生危險。

## 重大意外
- 2005年5月17日，一輛澳巴19路線「日產」Civilian小巴在行經美副將大馬路時，因機件故障車頭冒出濃煙，20多名車上乘客要即時疏散，消防員接報到場需要開喉灌救。[20]
- 2006年8月19日，澳巴19路線一輛日產Cilivian型號小巴，清晨在沙欄仔街行駛時，懷疑因焊接油渣隔的鐵片鬆脫，致車內柴油漏出路面，現場圍觀居民目睹事故後，禁不住說「又係澳巴出事」，車上乘客自行落車有微言。
- 2012年7月4日下午，一輛19路線的「五洲龍」小巴（車位編號：C N3 01，車牌：MP-57-09）正沿沙欄仔街駛上白鴿巢前地，途中懷疑車底一機件突然鬆脫墮地，大量齒輪油漏出路面，巴士繼而拋錨，司機見狀立即疏散車上乘客。警員到場將沙欄仔街封閉，並由消防員清理路面，澳巴則派出工程車將肇事巴士拖走，現場交通一度受阻。[21]
- 2012年8月25日早上，一輛行駛17路線的新福利小巴正在「連勝馬路／高士德」巴士站埋站上落客，期間一輛尾隨的19路線澳巴小巴疑在超車時巴士的左邊倒後鏡撞及前車車尾擋風玻璃，整塊玻璃應聲碎裂，一名坐在車尾位置的女童被玻璃碎片擊中，受驚由救護車送院檢查。[22]

## 圖片集

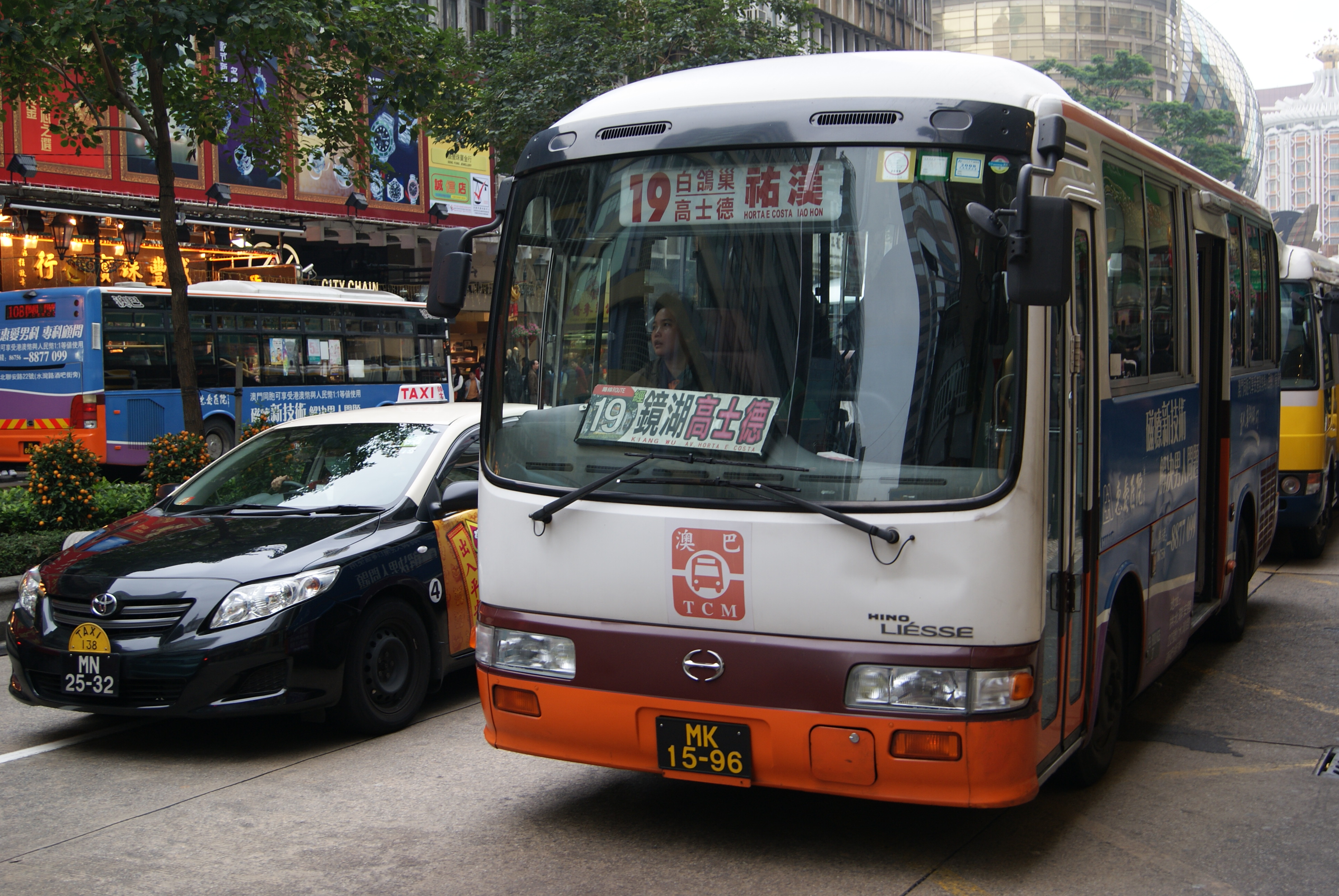
日野Liésse KK-RX4JFKA
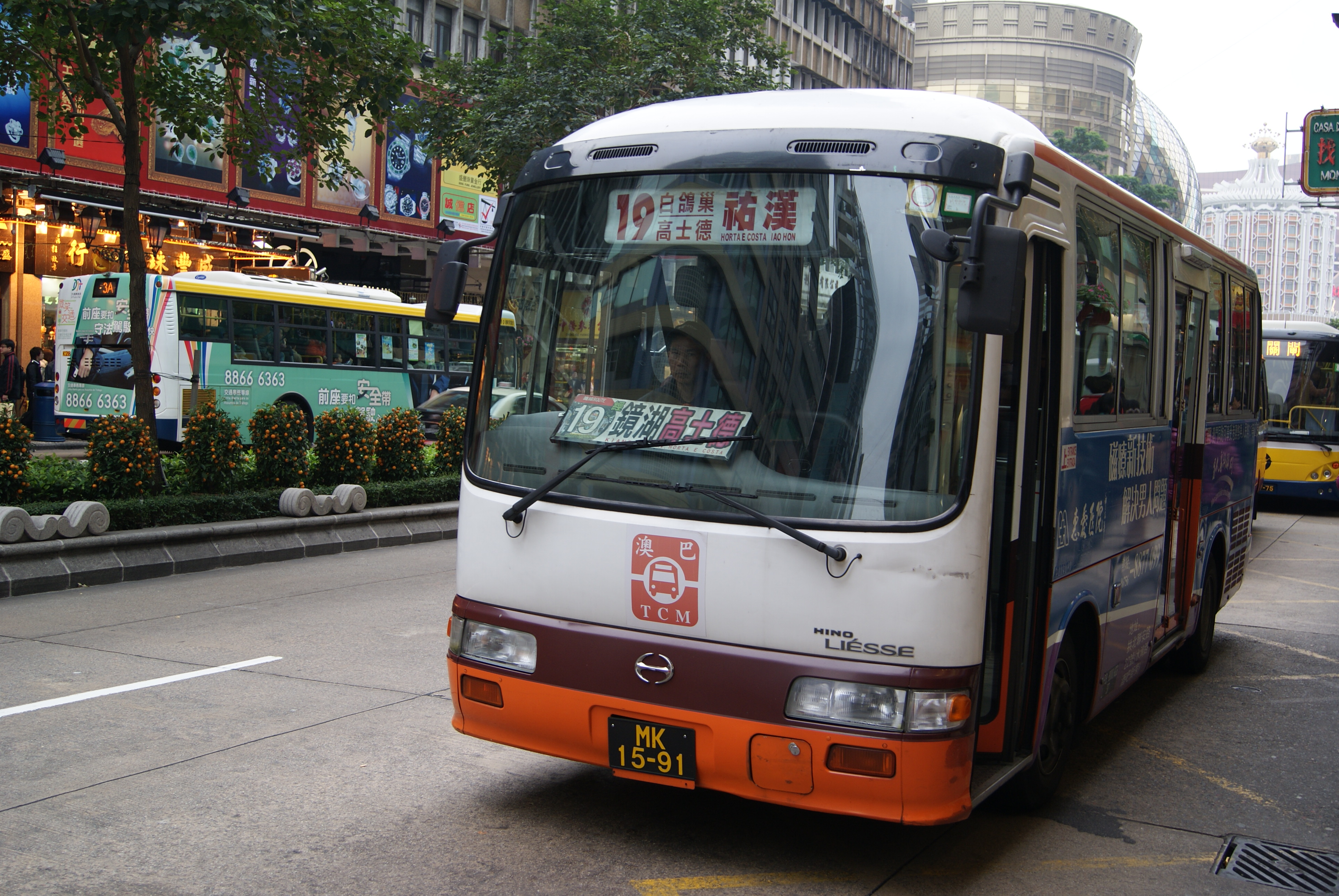
日野Liésse KK-RX4JFKA
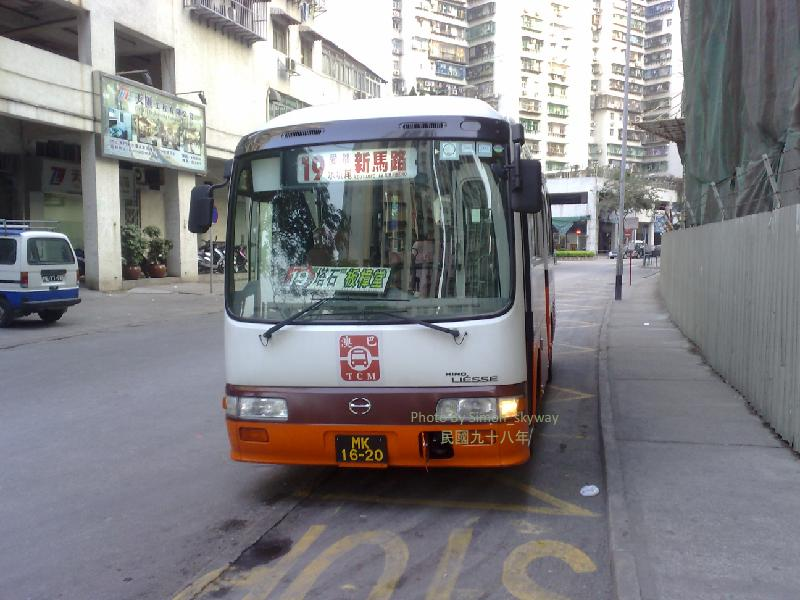
日野Liésse KK-RX4JFKA
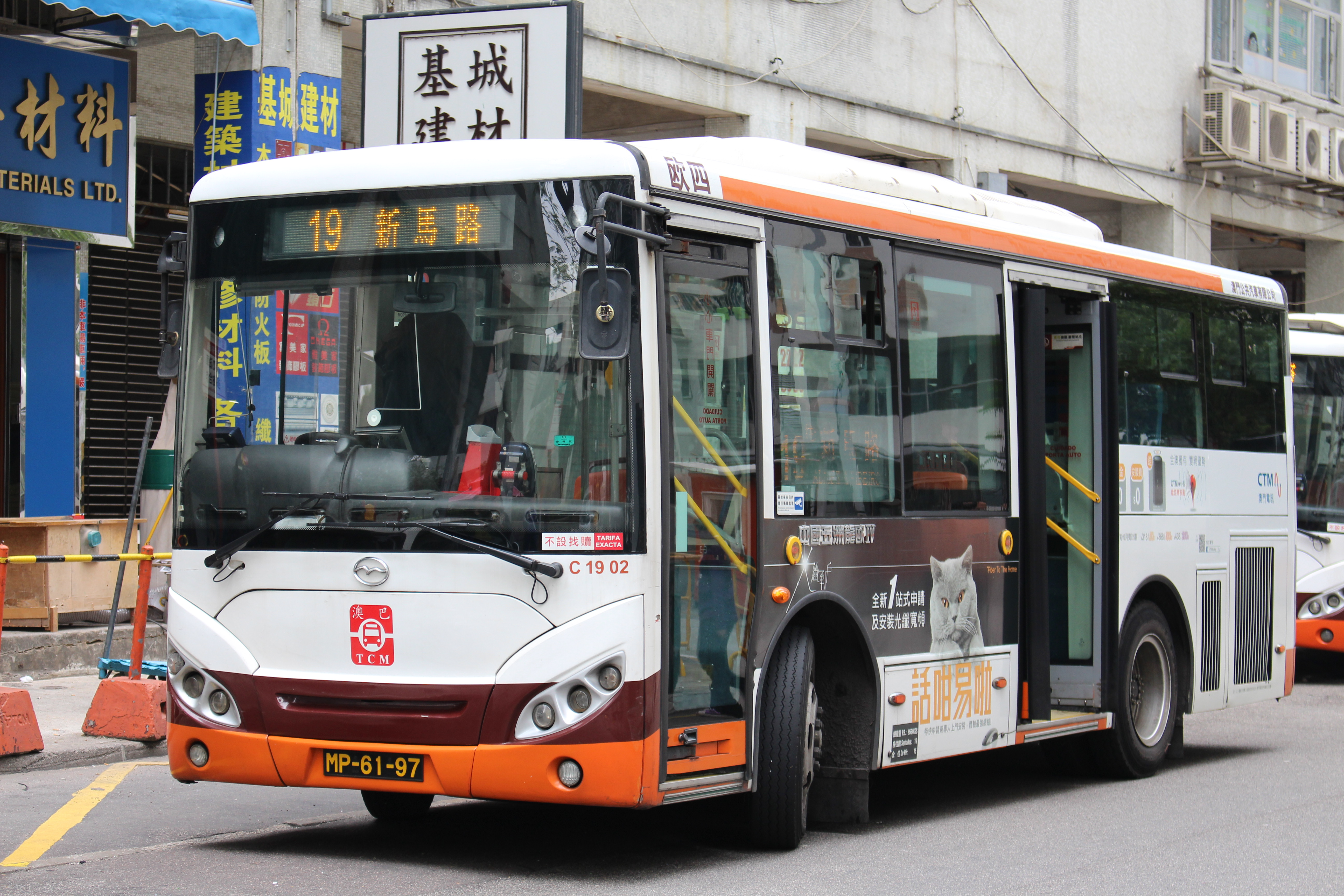
五洲龍FDG6751G
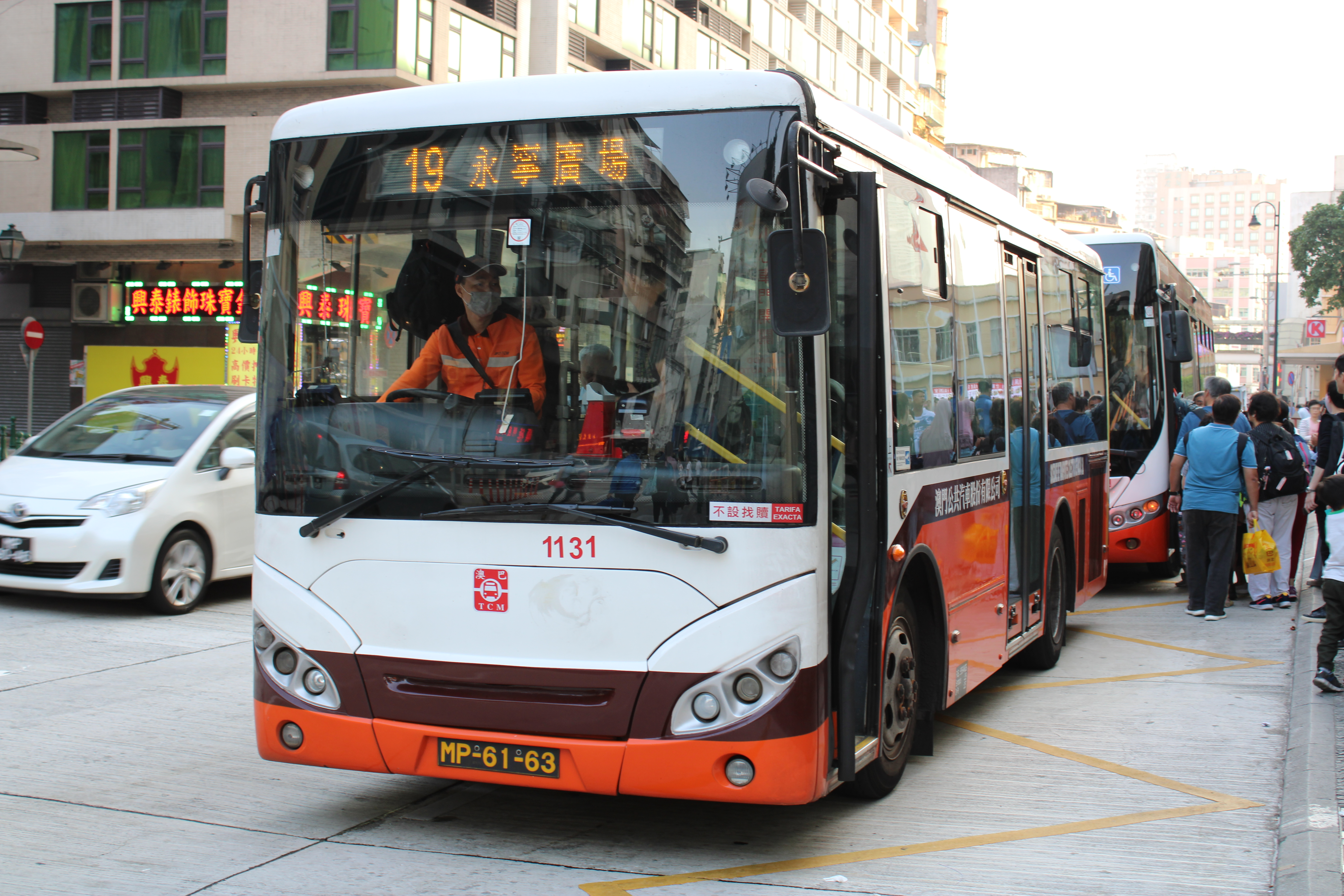
五洲龍FDG6751G
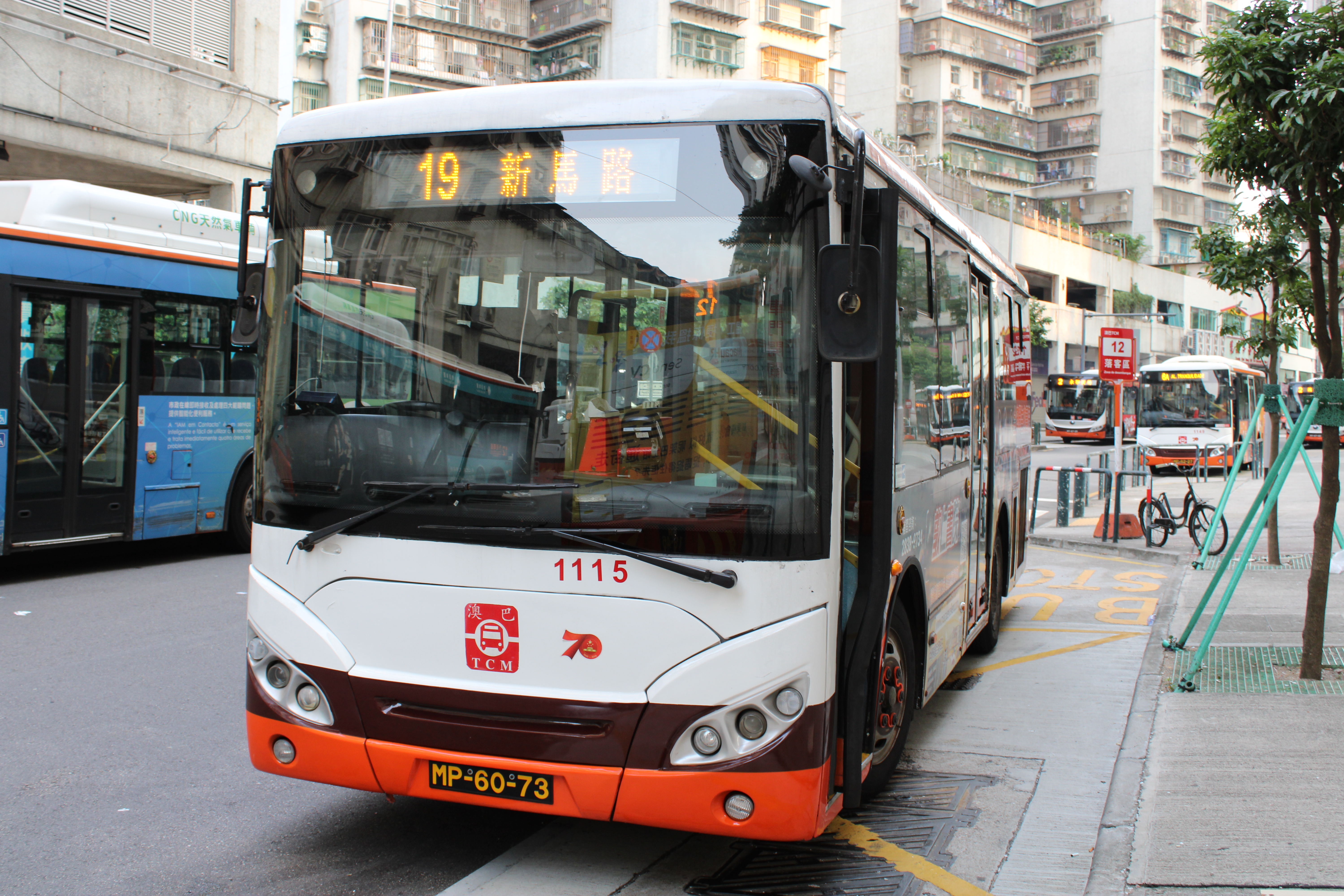
五洲龍FDG6751G
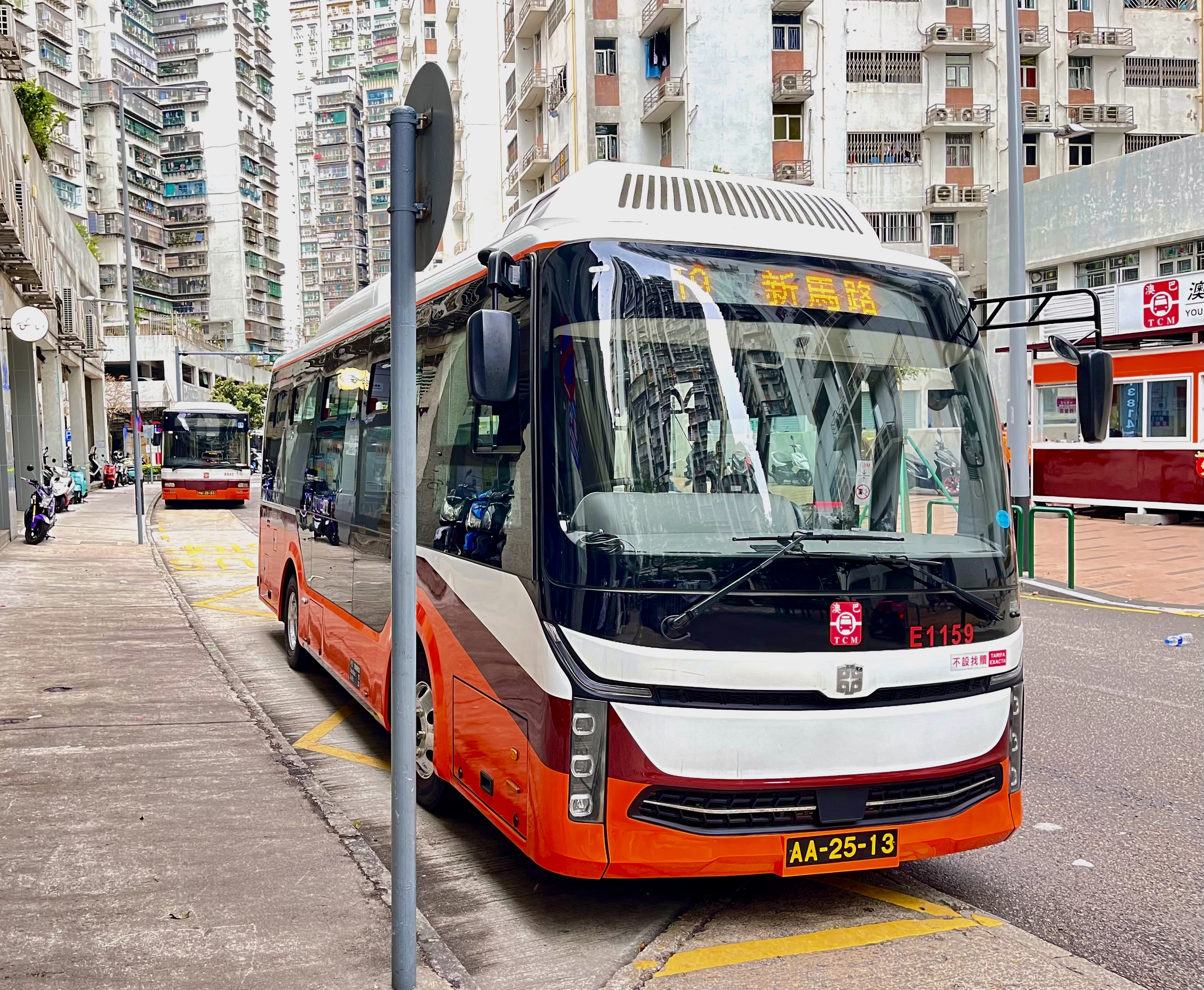
中通LCK6759SHEVG
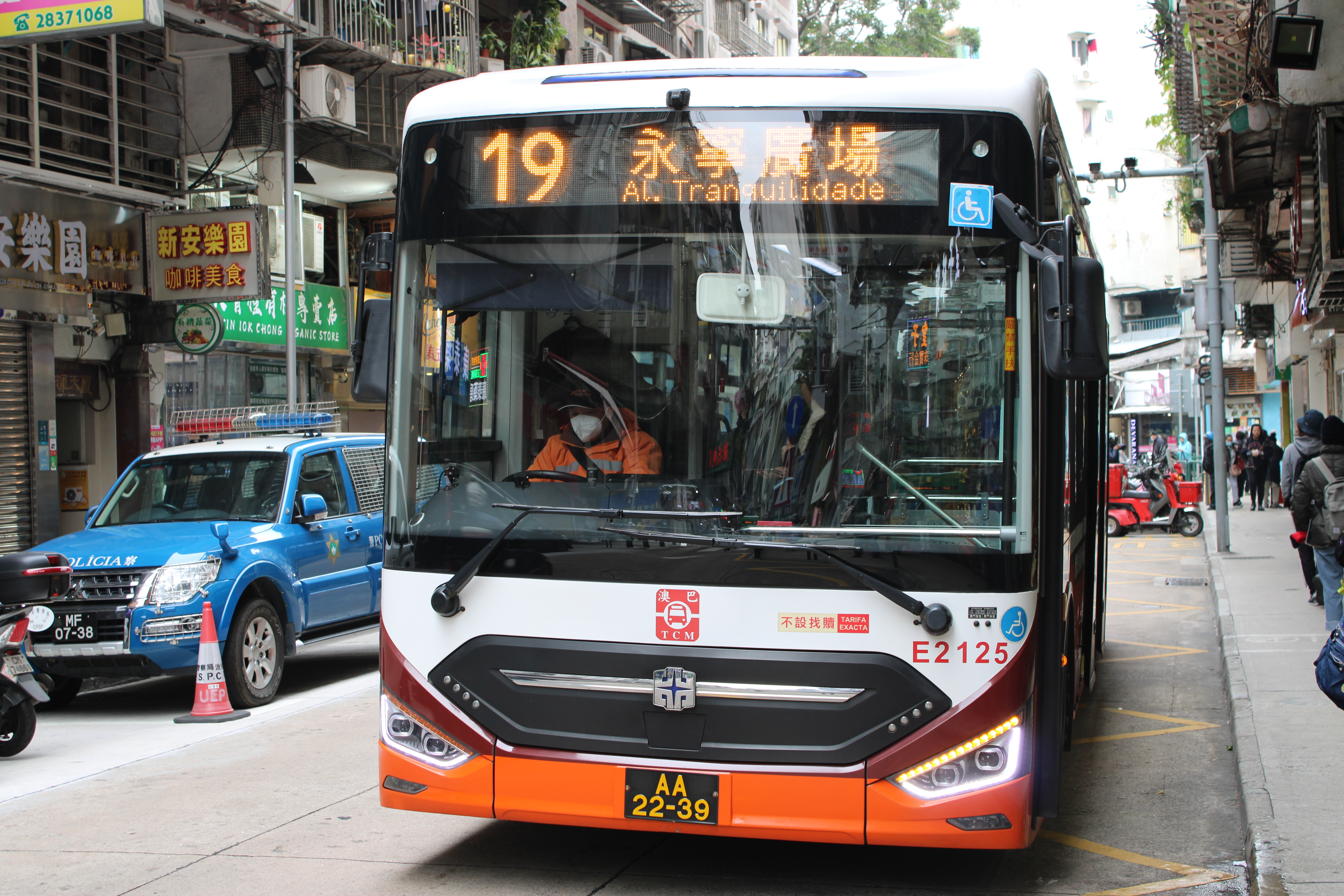
中通LCK6980SHEVG
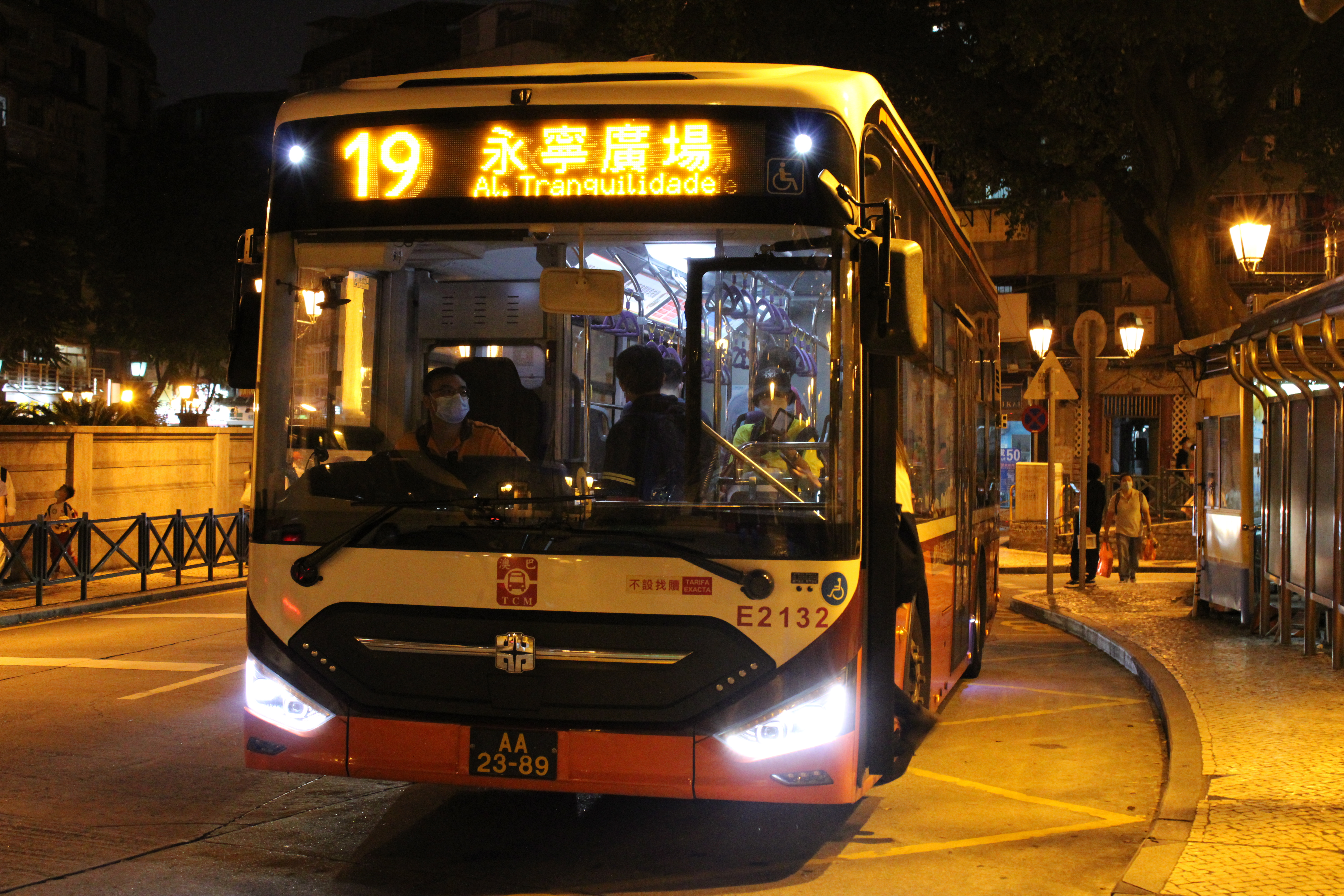
中通LCK6980SHEVG
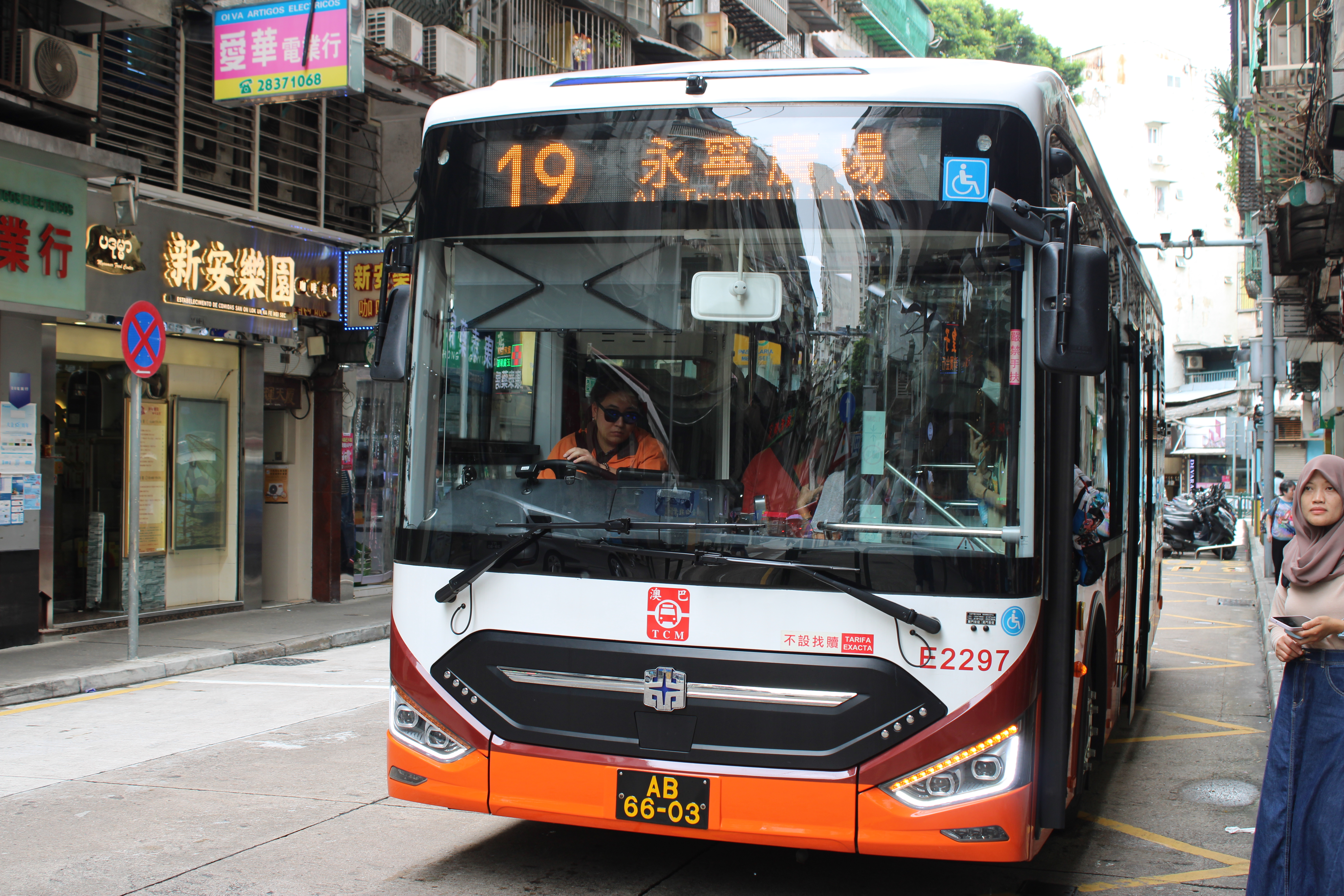
中通LCK6980SHEVG
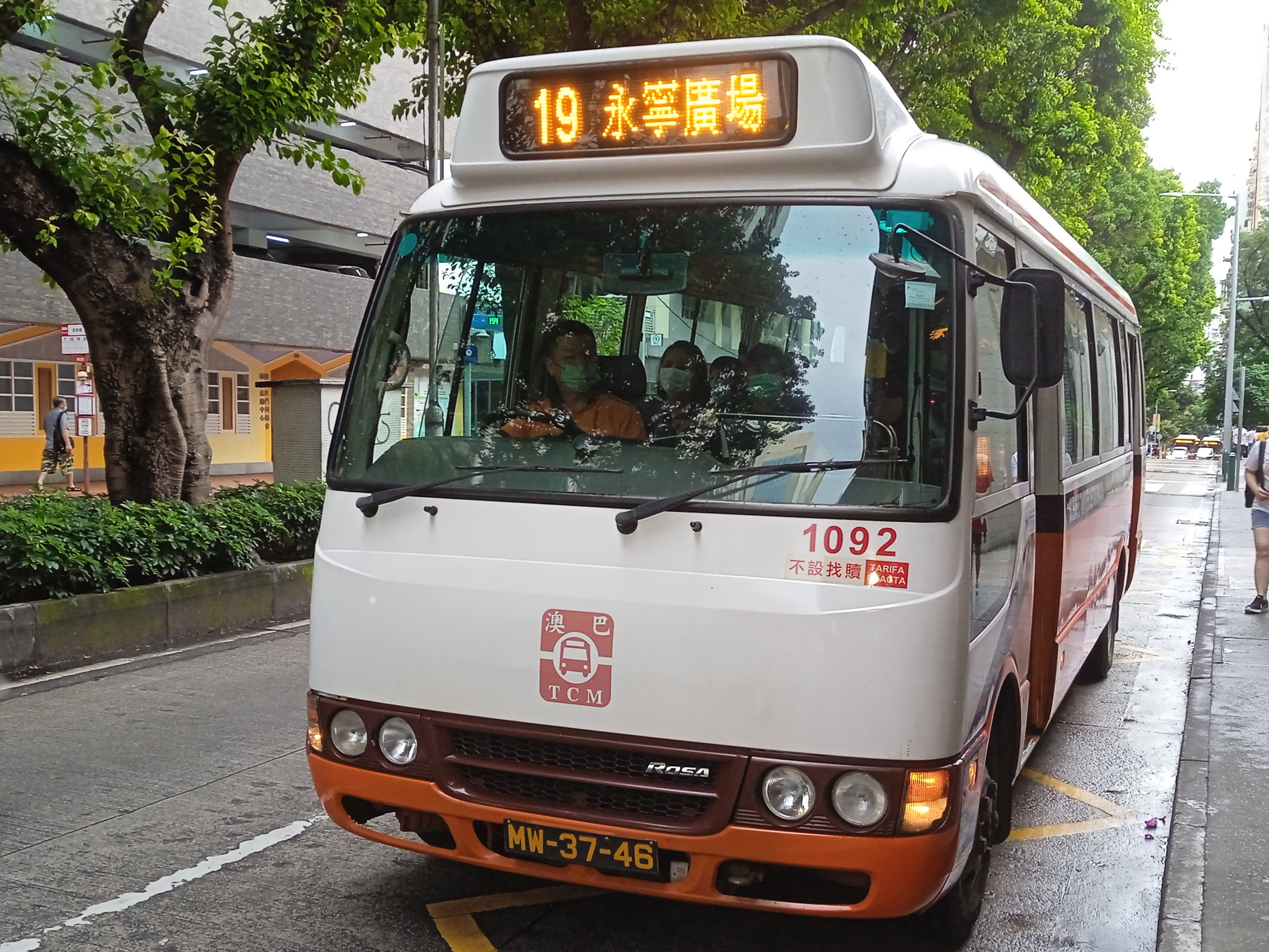
三菱Rosa

## 外部連結
- （繁體中文）澳門公共汽車有限公司官方網頁 （页面存档备份，存于）